# Bertholdia soror
Bertholdia soror är en fjärilsart som beskrevs av Dyar 1901. Bertholdia soror ingår i släktet Bertholdia och familjen björnspinnare. Inga underarter finns listade i Catalogue of Life.